# 路易斯·埃希迪奧·梅倫德斯
路易斯·埃希迪奥·梅倫德斯（1716年—1780年）是一位西班牙画家。尽管梅伦德斯生前未受高度評价，去世时也十分贫困，但他仍被公认为18世纪最偉大的西班牙静物畫畫家。對於構圖和光線的駕馭，傳達單一物體的體積和紋理，梅倫德斯都表現出卓越能力，使其能夠將廚房裡最平凡的食物轉化為極具感染力的影像。

## 生平

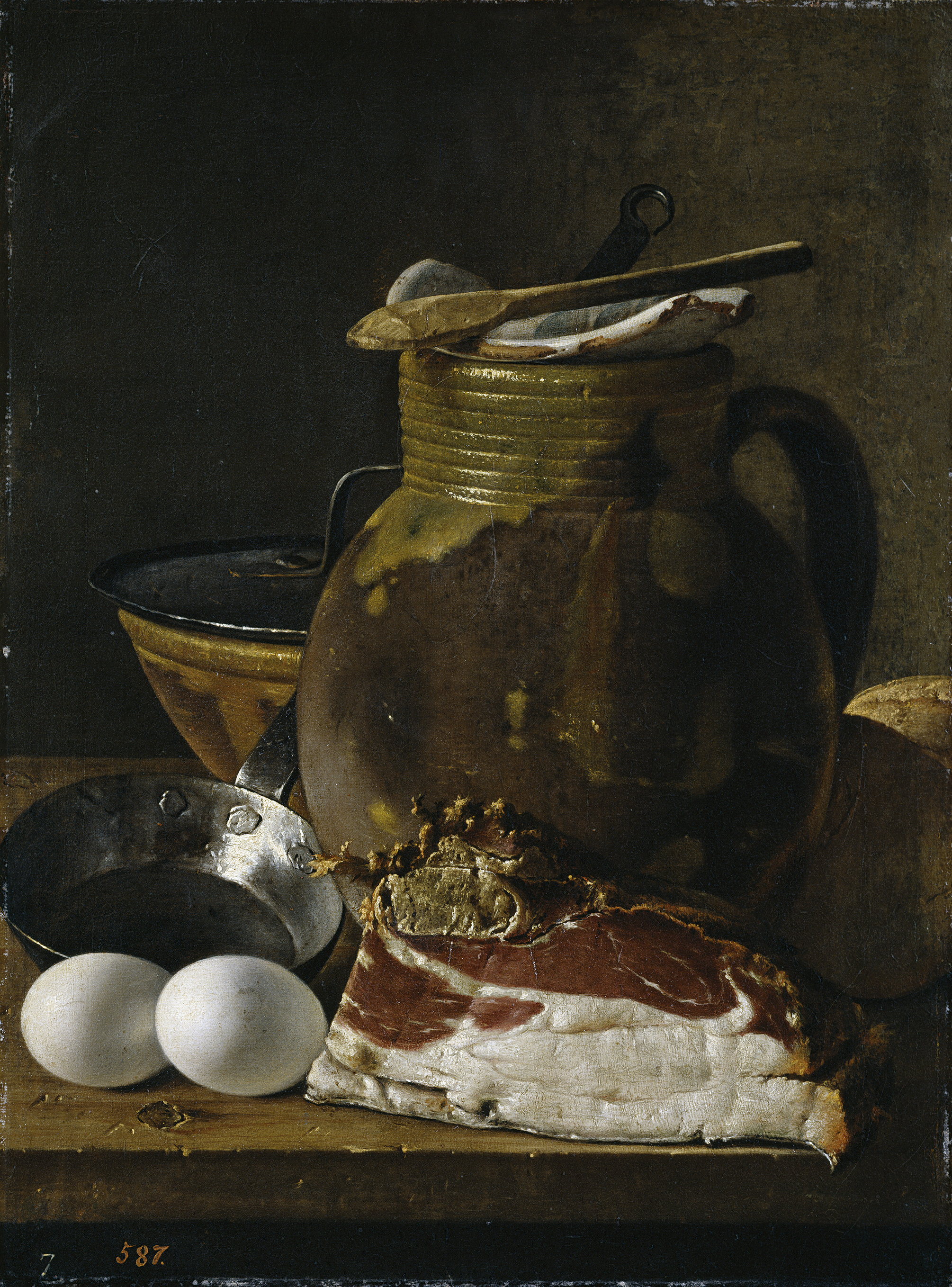
《火腿和雞蛋的靜物寫生》，十八世紀

路易斯·埃希迪奥·梅倫德斯·德·里韦拉·杜拉索-聖帕德雷（Luis Egidio Meléndez de Rivera Durazo y Santo Padre）於1716年出生在拿坡里，父親是弗朗西斯科·梅倫德斯·德·裡維拉·迪亞斯（Francisco Meléndez de Rivera Diaz，1682 年 – 1758 年之後），母親是瑪麗亞·約瑟夫·杜拉索·聖帕德雷·巴里列（Maria Josefa Durazo y Santo Padre Barrille）。梅倫德斯的父親是一位來自奧維耶多的泥金手稿袖珍畫（Miniature）畫家，與他的哥哥、肖像畫家米格爾·哈辛托·梅倫德斯（Miguel Jacinto Meléndez，1679-1734年）一起搬到馬德里尋求藝術指導。 
米格爾留在馬德里學習並成為西班牙腓力五世的宮廷畫家，而弗朗西斯科則於 1699 年前往義大利尋求更多的藝術機會。弗朗西斯科對參觀義大利的學院特別感興趣，並在拿坡里定居結婚。梅倫德斯一歲時，他的父親隨家人回到馬德里，他的父親曾是西班牙駐軍的阿兵哥，在國外生活了近二十年。梅倫德斯、他的兄弟何塞·阿古斯丁和他的姐妹之一安娜在父親的指導下開始了他們的職業生涯，父親於1725年被任命為國王的泥金手稿袖珍畫畫家。
經過幾年「在珠寶和手鐲上繪製皇家肖像，作為送給特使和大使的禮物」後，他進入了路易-米歇尔·范洛（Louis Michel van Loo ，1707-1771年）的工作室，後者是一位法國人，曾於1737年被任命為腓力五世的皇家畫家。1742年，梅倫德斯只是作為一個藝術家團隊的一員，專門為國內外市場複製范洛的皇室的肖像畫原型，但他在皇宮中站穩了腳跟，其藝術目標是成為一名傑出的宮廷畫家。
1744年，皇家聖費爾南多美術學院臨時成立時，弗朗西斯科被任命為繪畫部的名譽主任，而梅倫德斯是第一批被錄取的學生之一，他在繪畫方面取得了出色的成績。該學院的進步之處在於它不僅容忍還鼓勵「次要」流派，包括静物画。
此時，他已經是一位頗有成就的畫家了，1747年在羅浮宮署名的自畫像就證明了這一點。然而，一場瑣碎的爭執破壞了這個機會；弗朗西斯科公開攻擊學院的院長，並聲稱自己是創始人的榮譽。他讓梅倫德斯親自把煽動性的材料送到學院。1748年6月15日，弗朗西斯科被解除了教職，梅倫德斯被正式開除出學院。梅倫德斯與他的父親不同，職業地位並不穩定。年輕而自以為是的他，在沒有學院的支持且聲譽受到威脅的情況下，決定去義大利尋找新的機會，並一直待到1752年。他留在羅馬和拿坡里追求其他事業上的可能性。他在那裡為西班牙的卡洛斯三世（當時是拿坡里的國王）畫過一些畫，但如今已失傳。

## 生涯

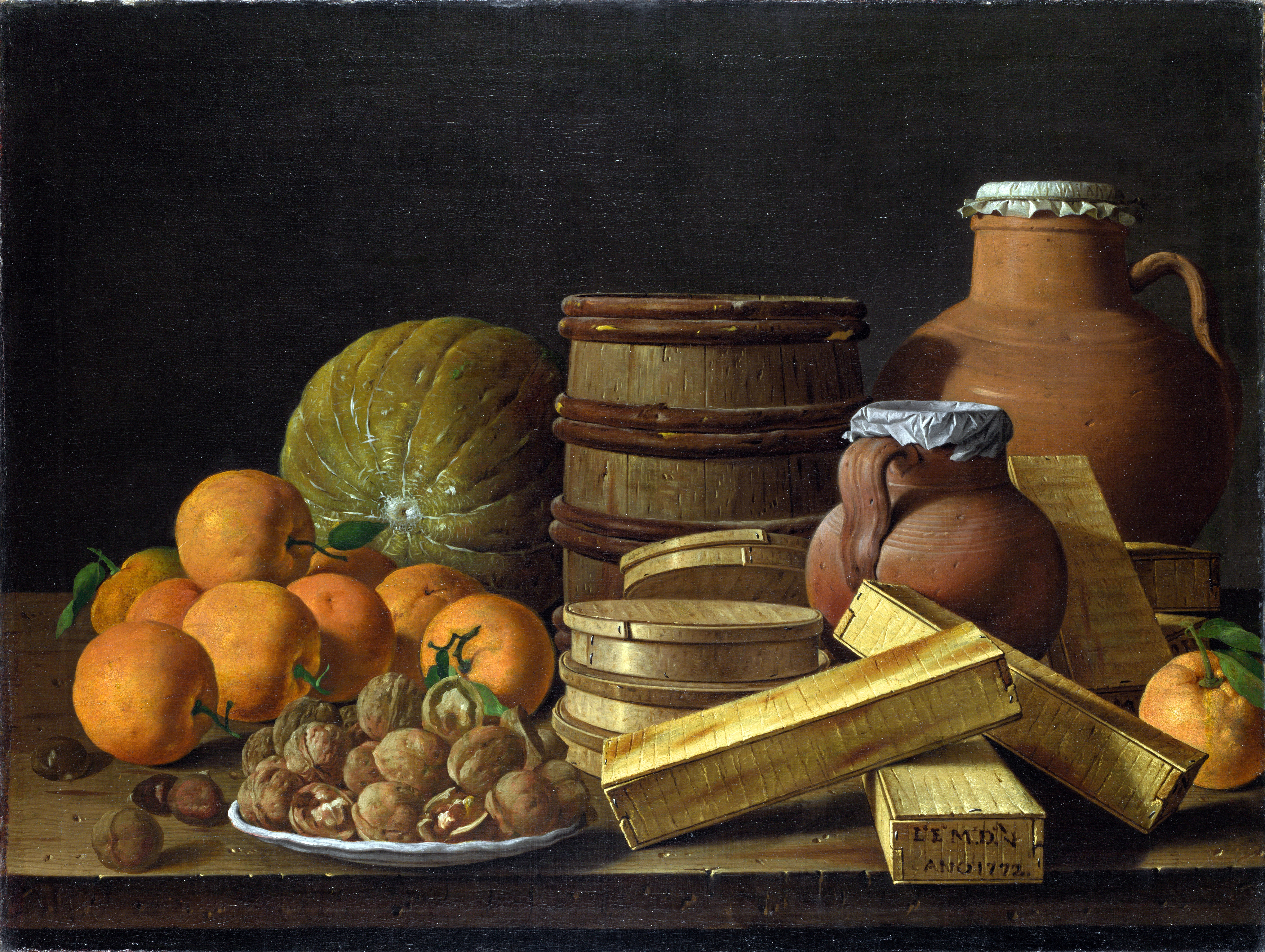
《橘子與核桃的靜物寫生》，1772 年，倫敦國家美術館藏

1753年，马德里皇家城堡發生一場大火，燒毀了數十本唱詩班金銀彩飾本，弗朗西斯科勸誘他37歲的兒子返回西班牙，幫助繪製全新的泥金手稿袖珍畫。儘管梅倫德斯最終為皇室創作了大量靜物畫，但他並未取得為國王服務的正式任命。
梅倫德斯在馬德里工作，最初畫了一系列主題。1760年，儘管梅倫德斯早期的作品頗具水準，但他申請擔任宮廷畫家遭到了拒絕。他畫過一些宗教作品，但在1760年之後開始專注於靜物畫，這是一種無需委託即可製作的裝飾風格，因此對於沒有皇室贊助或學院支持的藝術家來說是有利可圖的。1759年至1772年間，他為阿斯圖里亞斯親王（後來成為西班牙國王卡洛斯四世）的私人自然歷史博物館創作了至少44幅靜物畫。這些畫作有39幅如今收藏於普拉多博物館，在西班牙以外的地方很難找到他的作品。

儘管梅倫德斯很有才華，但他一生中大部分時間都一貧如洗，他在1772年給國王的信中宣稱他只剩下鉛筆。梅倫德斯在他的時代不受重視，1780年窮困潦倒地在馬德里去世。

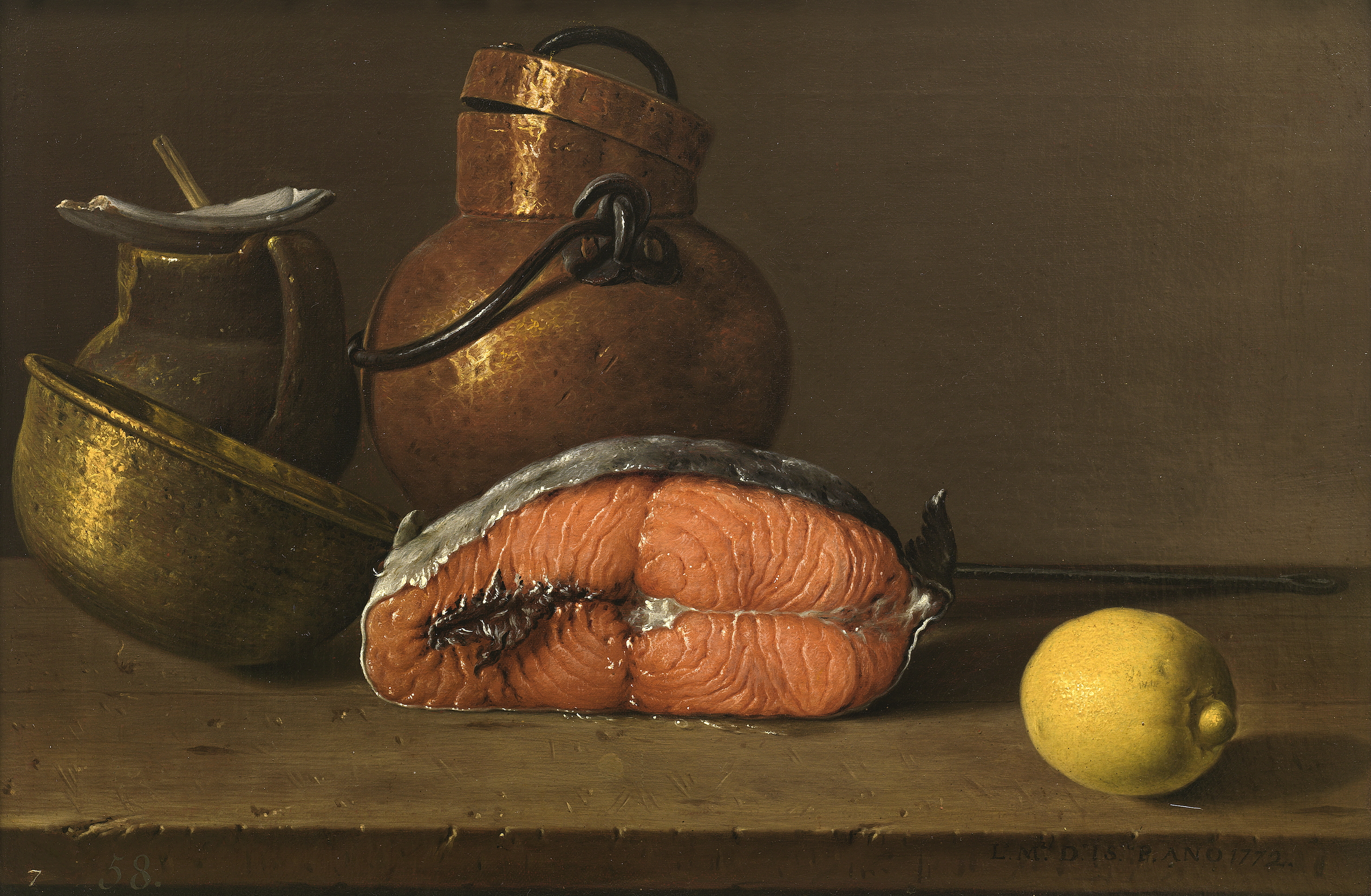
《鮭魚、檸檬和三件器皿的靜物寫生》，布面油畫，1772年，普拉多博物館藏
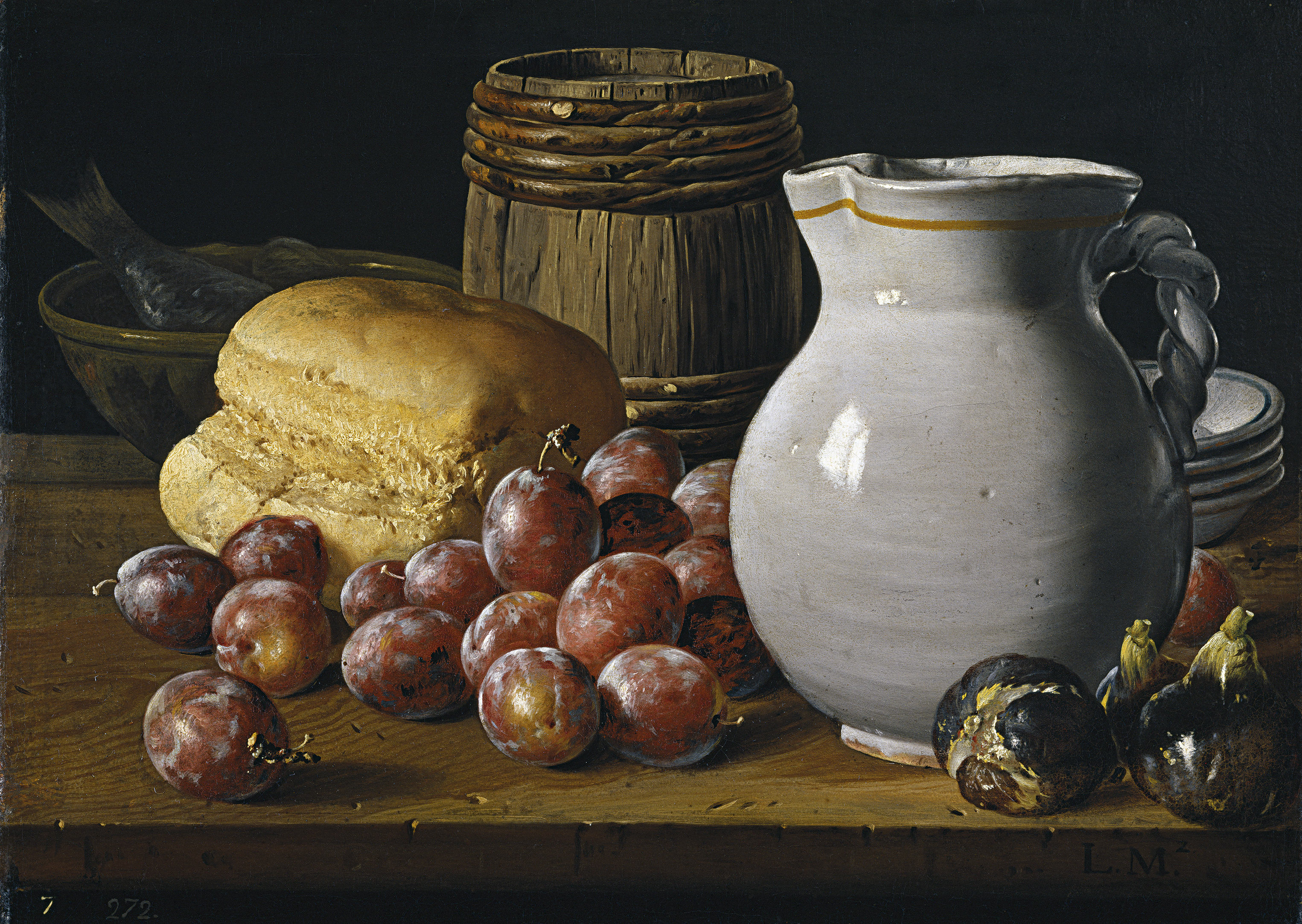
《無花果和李子的靜物寫生》
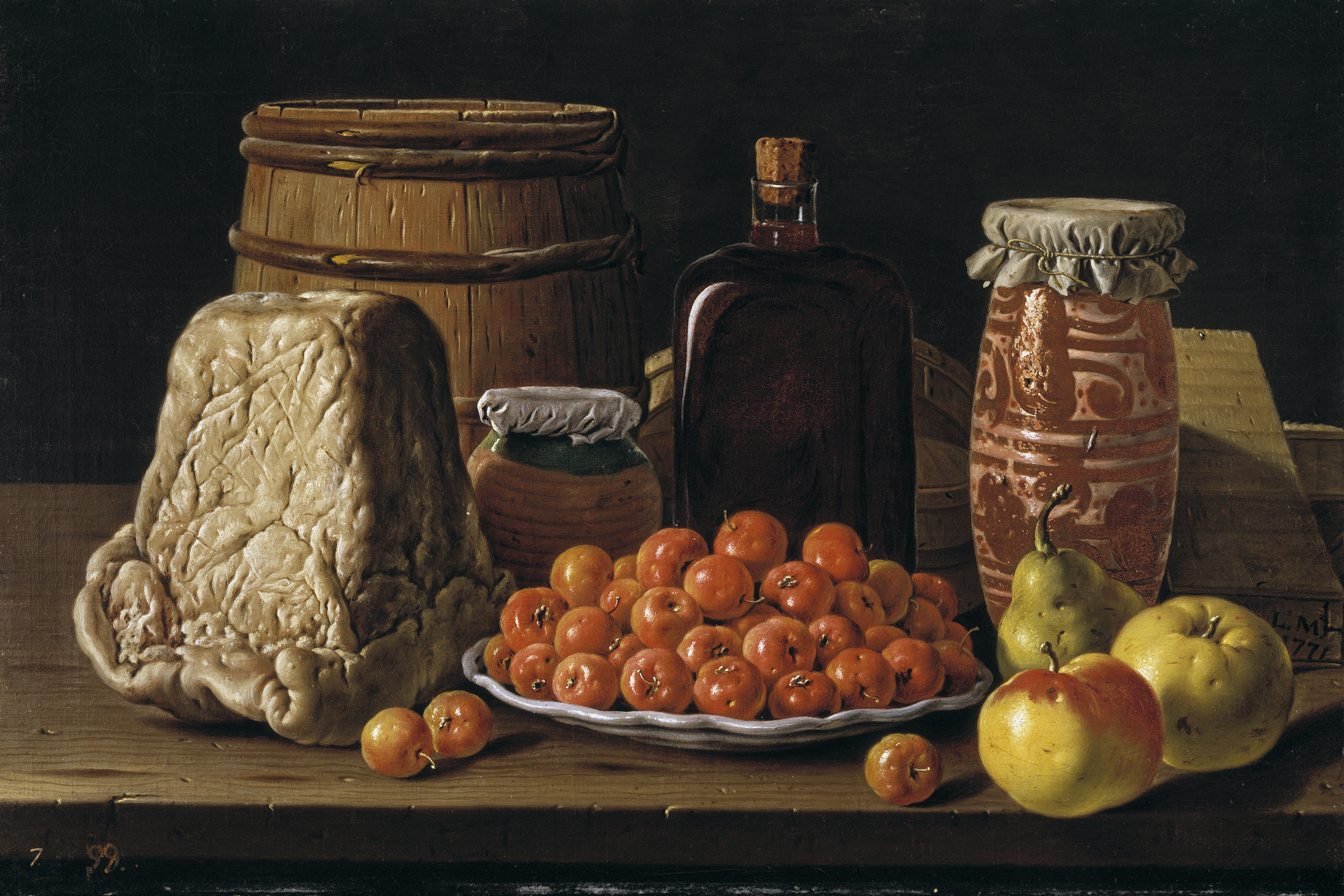
《水果和奶酪的靜物寫生》
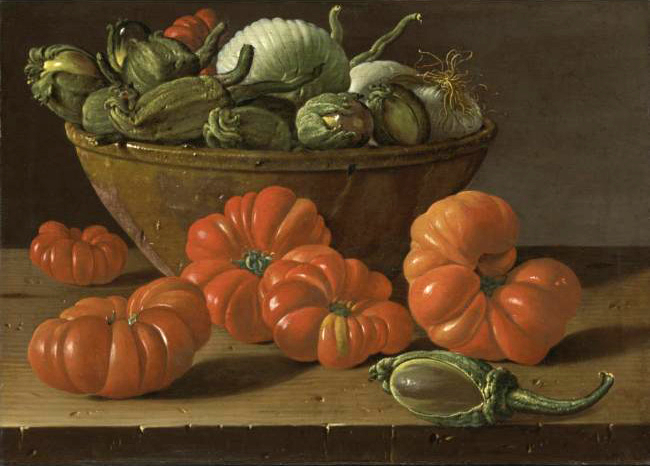
《番茄與一碗茄子和洋葱的靜物靜生》，可能是其中一件創作於1780年的遺作
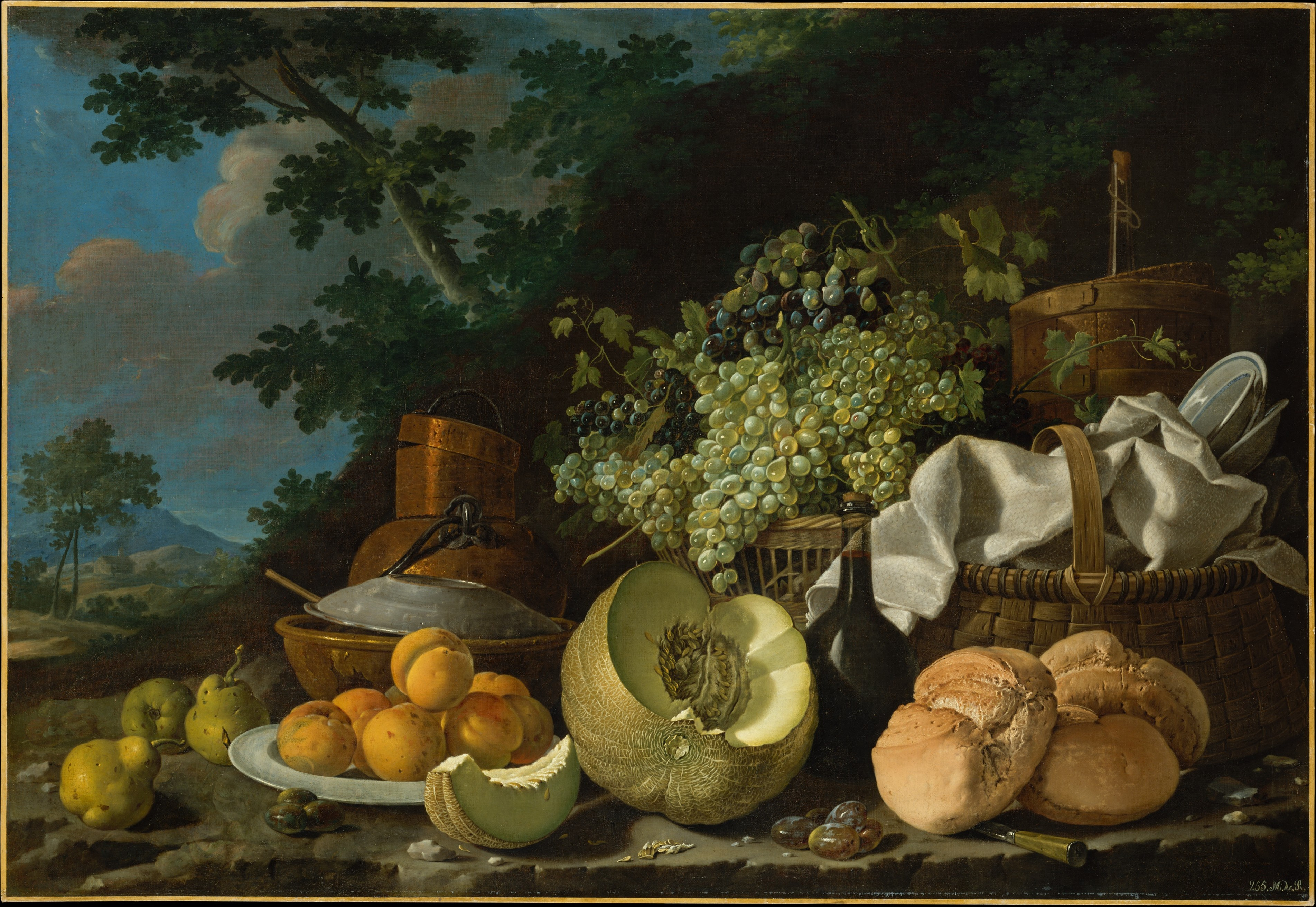
《下午茶》（英语：The Afternoon Meal (Luis Meléndez)），約1772年，大都會藝術博物館藏

## 酒館廚房畫風格（Bodegón style）

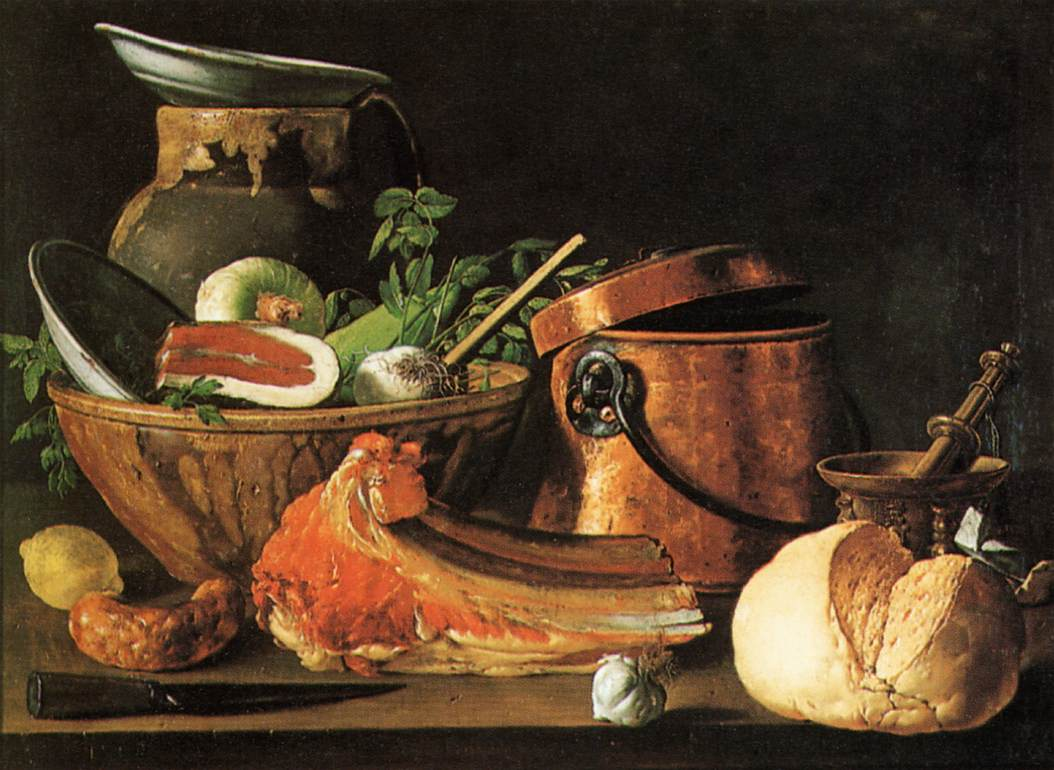
《靜物畫》，約1770年

梅倫德斯改進並充實了由17世紀大師胡安·桑切斯·科坦和弗朗西斯科·德·苏巴朗開創的西班牙靜物畫的簡樸傳統。與他們一樣，梅倫德斯仔細研究了水果、蔬菜以及陳列在旁的陶器、玻璃、銅鍋，研究它們如何受光線影響以及質地和顏色。然而，與17世紀的大師不同，他的主題在物理上更貼近觀眾，處於較低、有利於觀察的位置，鼓勵觀眾自己研究物體。 這種探索符合日益增長的啟蒙精神和國王對博物學的興趣。
梅倫德斯以一種嚴肅的崇敬之情來畫他的靜物畫。吸引他的不是宏大的主題，而是日常生活中的普通事物，他以巨大的視覺興趣來研究這些日常的形式常態。梅倫德斯的每一幅靜物畫在視覺上都很有吸引力且引人入勝，揭示了出色的構圖技巧。梅倫德斯在非常複雜的藝術構圖中傳達了物體的硬度和精確的紋理。他利用低矮而利於觀察的位置，以及對桌面上的物體的近距離特寫，使他的形式具有前所未有的紀念意義。使用強烈的燈光來突出物體的體積，增強了他非凡的描述技巧。
梅倫德斯似乎在場景照明上的調整上，比在調色盤準備顏料還還要耗時。他喜歡在檸檬、銅鍋、陶瓷碗、李子和瓜類的表面和邊緣上畫倒影。這有助於他的作品充滿活力的性格和和諧感。梅倫德斯將他的作品描述為「一個有趣的櫥櫃，裡面有西班牙氣候產生的各種食品」。
普拉多博物館以外的藏品有：《橘子、核桃和甜食的靜物寫生》（倫敦國家美術館）； 《檸檬和橘子的靜物寫生》（倫敦國家美術館）； 《一盤李子的靜物寫生》、《珍珠和果籃》（Masaveu收藏，阿斯圖里亞斯美術館）； 以及《紅麵包和橘子的靜物寫生》（私人收藏）

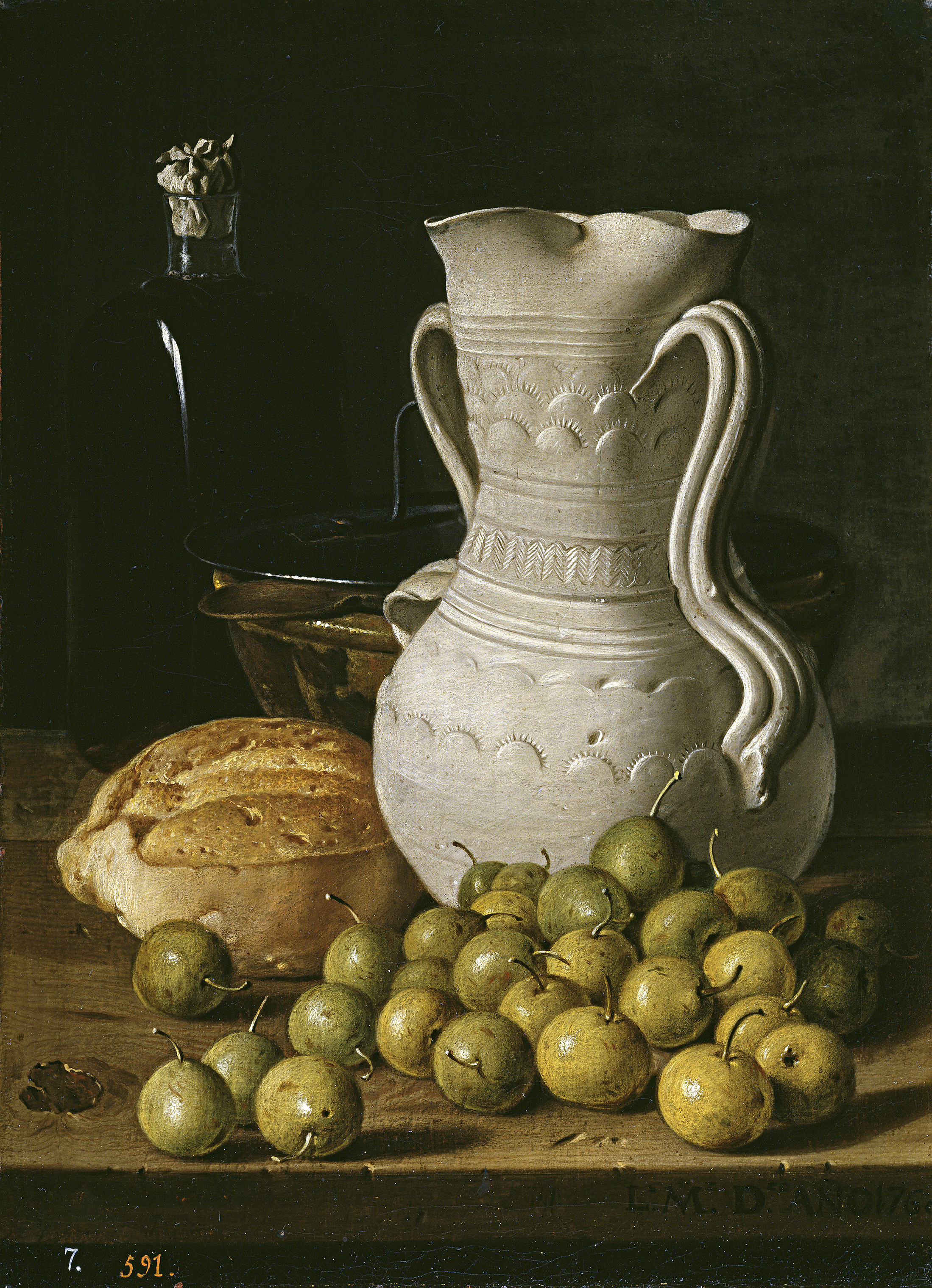
《綠橄欖和廣口瓶的靜物寫生》，1760年
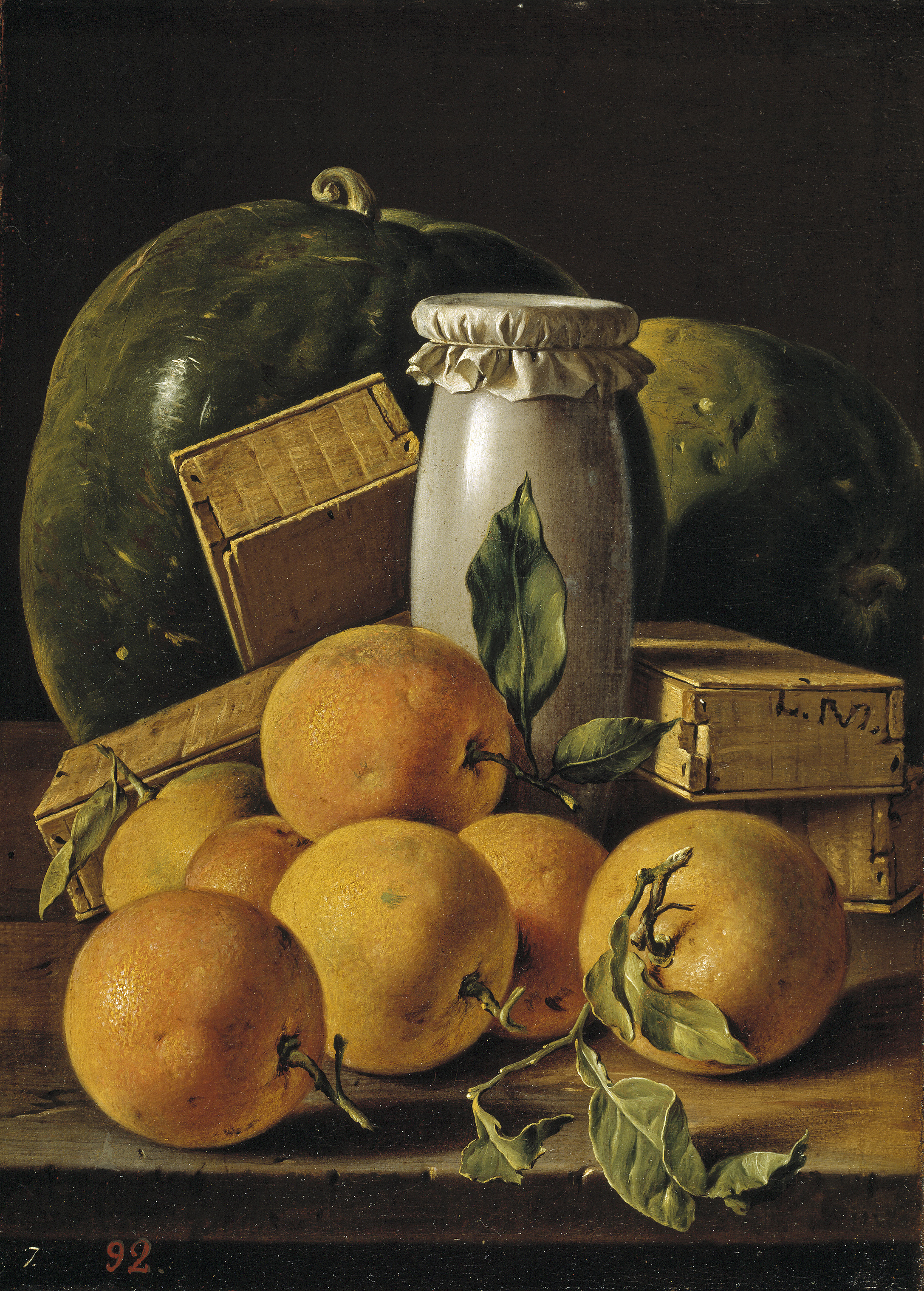
《橘子和西瓜的靜物寫生》，約1760年
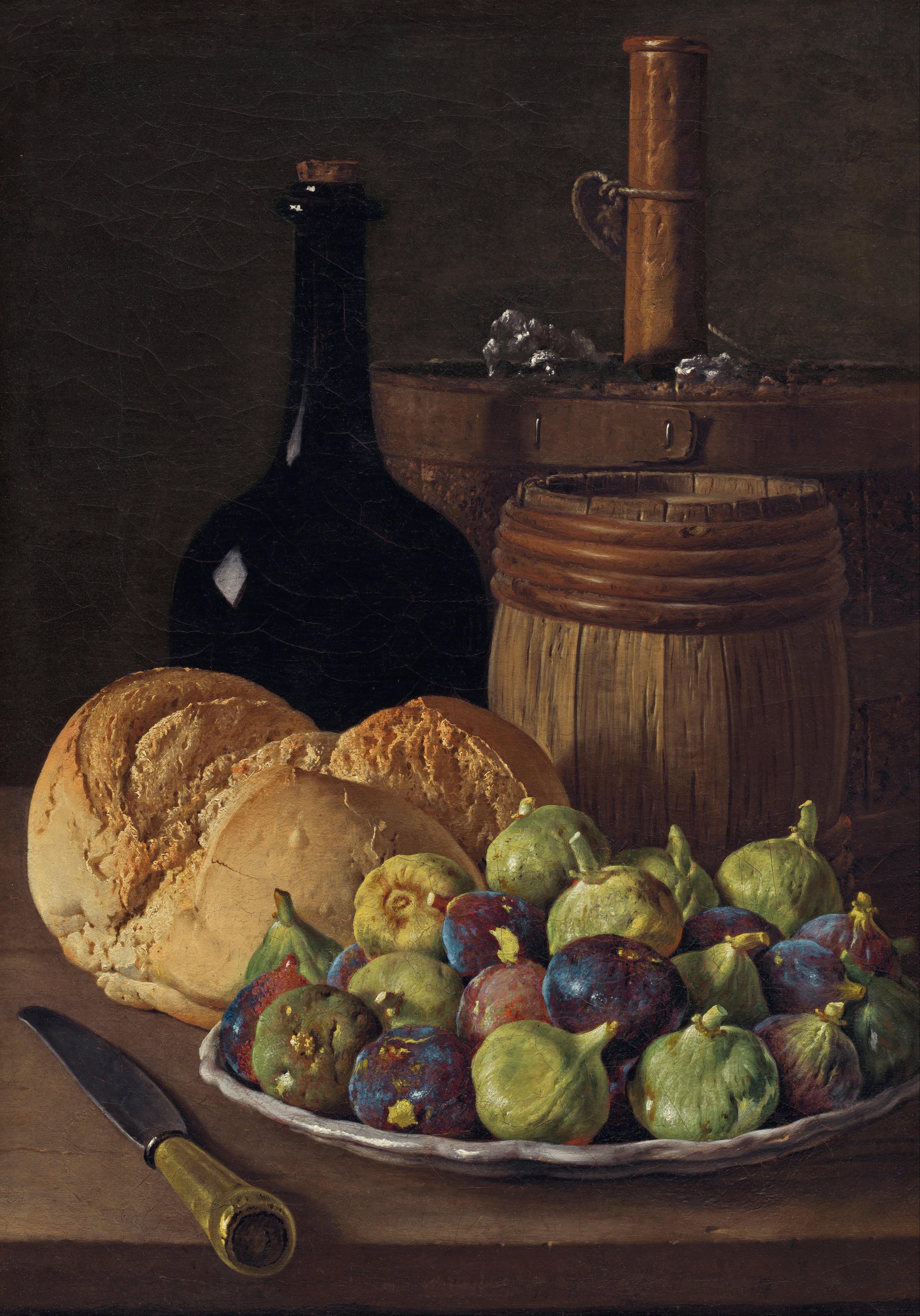
《麵包和無花果的靜物寫生》，1770年
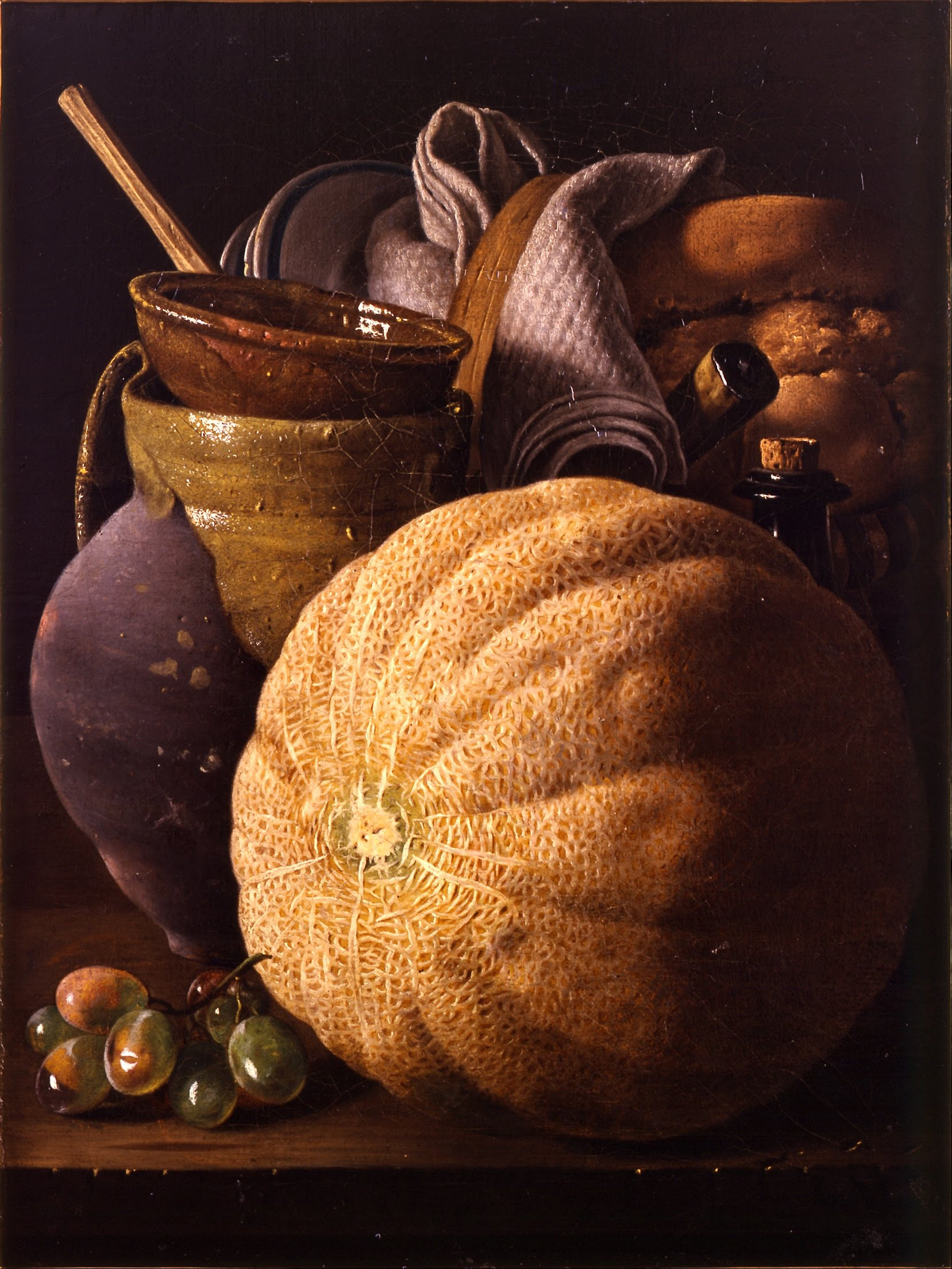
《南瓜的靜物寫生》，1765/1775